# NGC 6513
NGC 6513 é uma galáxia lenticular (SB0) localizada na direcção da constelação de Hercules. Possui uma declinação de +24° 53' 15" e uma ascensão recta de 17 horas, 59 minutos e 34,3 segundos.
A galáxia NGC 6513 foi descoberta em 7 de Agosto de 1864 por Albert Marth.